# オランダ語版ウィキペディア
オランダ語版ウィキペディア（オランダごばんウィキペディア、蘭：Nederlandse Wikipedia）はオランダ語で編集されているウィキペディアである。

## 歴史
2001年6月19日に創設され、2005年10月14日には記事数10万に達した。一時、ポーランド語版ウィキペディアを越えて世界で6番目に大きいウィキペディアとなったが、その後に第8位にまで落ちた。2006年3月1日にはスウェーデン語版とイタリア語版を追い越して一日で6番目の順位に戻った。2006年5月19日に記事数15万、2006年5月24日に記事数20万となった。このプロジェクトが30万の記事数に達したのは2007年5月28日である。2008年1月10日の時点で40万の記事を擁するようになり、同年11月30日には50万記事に達した。創設以来しばらくは、新規投稿される一日あたりの記事数は増加傾向にあった。2006年5月初旬にはその数が急増して頂点（平均1000記事/日）に達した。この値はその後下落し、2005年末ごろと同水準の250記事/1日ほどに落ち着いた。
100万記事に達したのは2011年12月で、英語版、ドイツ語版、フランス語版に次いで4番目の達成だった。さらに2013年3月、フランス語版を追い抜き世界で3番目に大きい言語版となった。同年6月にはドイツ語版を追い抜き、2013年12月10日現在、1,710,465本の記事を擁する、英語版に次いで2番目に大きい言語版となっている。
オランダ語版は、その言語の母語話者数に対するウィキペディアの記事数が、10大ウィキペディア中で最大である。
2006年に“Multiscope”が実施した調査によると、オランダ語版ウィキペディアはオランダ語のウェブサイトとしてはGoogleとGmailに次ぎ、第3位に位置づけられている。

## 沿革
- 2001年7月19日、新設される。
- 2005年10月14日、10万項目を突破する。
- 2006年1月24日、12万5千項目を突破する。
- 2006年3月1日、スウェーデン語版とイタリア語版に追いつく。
- 2006年3月19日、15万項目を突破する。
- 2006年5月24日、20万項目を突破する。
- 2011年12月17日、100万項目を突破する。
- 2020年3月8日、200万項目を突破する。